# Guido Manini Ríos
Guido Manini Ríos Stratta (Montevideo, 20 de agosto de 1958) es un general retirado y político uruguayo, fundador de Cabildo Abierto.
Ejerció el cargo de Comandante en Jefe del Ejército Nacional entre 2015 y 2019, año en que fue cesado en sus funciones por el presidente Tabaré Vázquez. Poco después fue candidato a la presidencia en las elecciones generales de 2019, instancia en la que resultó elegido senador de la República para la XLIX Legislatura.

## Familia
Nacido como Guido Manini Ríos Stratta, hijo de Alberto Manini Ríos Rodríguez (1908-1971) y Lina Nelly Stratta Márquez (1918-2016), pertenece a una familia de tradición colorada y riverista. Es de religión católica y orígenes italianos.
Su abuelo Pedro fue diputado, senador y Ministro del Interior en las primeras décadas del siglo XX durante las presidencias de José Batlle y Ordóñez. Debido a diferencias políticas con éste, rompió con la línea batllista y creó su sector dentro del Partido Colorado, conocido como riverismo, de carácter conservador. Posteriormente fue canciller durante la presidencia de José Serrato y Ministro de Hacienda durante la dictadura de Terra. El tío de Guido, Carlos Manini Ríos, por su parte, también estuvo vinculado a la política. Electo diputado en 1934 y senador en 1946, fue otro dirigente riverista relevante. Fue director del diario La Mañana, fue Ministro de Jorge Pacheco Areco, embajador durante la dictadura cívico militar y luego de finalizada ésta, Ministro del Interior durante el primer gobierno de Julio María Sanguinetti.
Su padre, Alberto Manini Ríos, fue electo diputado por la Unión Demócrata Reformista en las elecciones de 1958. Por su parte, su hermano Hugo, productor arrocero, estuvo integrado a la Juventud Uruguaya de Pie (JUP) de los años 70.
En 1987 contrajo matrimonio con Irene Moreira, con quien tuvo dos hijos: Micaela y Bruno.

## Educación
Guido Manini Ríos cursó estudios primarios y secundarios en el Liceo Francés de Montevideo e ingresó al Liceo Militar General Artigas en 1973. Dos años más tarde ingresó a la Escuela Militar, integrándose a las Fuerzas Armadas. De ésta egresó en 1978 con el grado de alférez. Realizó curso de Paracaidismo en 1979. Al margen de su actividad y formación militar, se recibió de licenciado en historia en 2000 en la Universidad Católica del Uruguay.

## Ámbito militar
Se desempeñó en misiones oficiales en Irán e Irak entre 1988 y 1989 como integrante del Grupo de Observadores Militares de las Naciones Unidas (UNIIMOG). Entre 1993 y 1994 integró nuevamente un grupo de observación, esta vez en Mozambique. Al año siguiente le fue conferido el grado de mayor.
En 1996 integró una delegación del Instituto Militar de Estudios Superiores (IMES) que realizó un viaje de orientación en los Estados Unidos, lugar al que regresó en el año 2010, como agregado militar adjunto a la embajada uruguaya en ese país y como asesor del Colegio Interamericano de Defensa.
Recibió sucesivamente los grados de teniente coronel y coronel en los años 1999 y 2003 respectivamente, y fue promovido a general en el año 2012.
En la Jerarquía de Teniente Coronel fue Director de la Escuela de Suboficiales del Ejército y primer Director del Liceo Extra edad que funciona en la órbita del Ejército.
Como Coronel se desempeñó como Comandante de la Brigada de Infantería Nro.4 y como Director General del Hospital Central de las Fuerzas Armadas.
Como General ocupó el cargo de Director Nacional de Sanidad Militar.

## Declaraciones públicas y cese
En febrero de 2015 fue ascendido al cargo de comandante en jefe del ejército, en un acto público en el cual hizo alusiones al ideario artiguista, la lealtad a la patria y la unidad del ejército.
En septiembre de 2018 fue sancionado con un arresto a rigor por declaraciones públicas en las que criticó la aprobación de una reforma del sistema previsional de los militares. Esta sanción fue la más dura impuesta a un general desde la finalización de la dictadura en 1985.
Las declaraciones políticas de Manini Ríos, las cuales están prohibidas por la Constitución uruguaya, habían comenzado al año siguiente de asumir como Comandante en Jefe. El 3 de febrero de 2016 afirmó, en referencia a la actuación del ejército durante el terrorismo de Estado: "Seguir pidiéndole cuentas al Ejército por lo que pasó hace 40 años [...] es casi lo mismo que pedir cuentas por lo que hicimos en la Guerra de Paraguay". El 18 de mayo de 2016, participó con su uniforme militar en el marco del Día del Ejército, en una misa católica -religión que profesa- en la catedral de Montevideo. Meses después, ante el fallecimiento del exguerrillero y Ministro de Defensa Eleuterio Fernández Huidobro, Manini pronunció un sentido discurso durante el funeral.
El 29 de junio de 2017 declaró, en referencia a la dictadura: "A la gente de Bella Unión, Salto y Paysandú les importa un comino lo que pasó hace 44 años", y el 30 de noviembre de ese año, la organización Madres y Familiares de Uruguayos Detenidos Desaparecidos denunció que el general deliberadamente brindó información falsa sobre la ubicación de restos de los desaparecidos. Este hecho fue uno de los motivos esgrimidos por dicha organización para abandonar el Grupo de Trabajo por Verdad y Justicia creado por Presidencia de la República para la búsqueda del destino final de los detenidos desaparecidos.
Refiriéndose al ejército, el 18 de mayo de 2018 afirmó que "nada ni nadie lo pondrá nunca de rodillas. [...] Gracias soldados por no reaccionar ante la provocación de aquellos que respondiendo a intereses inconfesables viven de la confrontación". El 25 de junio de ese año, en referencia a la muerte de Artigas Álvarez, hermano del Presidente de facto Gregorio Álvarez, a manos del MLN-Tupamaros, afirmó "¡Que su sacrificio no haya sido en vano!".
Luego de culminado su arresto a rigor, continuó con sus declaraciones públicas, las cuales causaron polémica a nivel político y de prensa. El 29 de diciembre de 2018 dedicó "Saludo al soldado que se esfuerza por cumplir la misión asignada de la mejor forma, a pesar de las dificultades [...] y de la acción de los mercaderes del odio y del enfrentamiento entre orientales". En febrero de 2019, poco antes de su destitución, opinó: "Noto un ambiente muy favorable a una mayor participación del Ejército en la seguridad" y "gritos de Asencio, en la historia de los pueblos, ha habido y habrá muchos".
En marzo de 2019 se dieron a conocer los resultados del tribunal de honor creado en las fuerzas armadas para analizar las violaciones a los derechos humanos de los militares retirados Jorge "Pajarito" Silveira Quesada, José Nino Gavazzo y Luis Alfredo Maurente Mata efectuadas durante la dictadura cívico militar. En sus resultados, Manini Ríos efectuó cuestionamientos a la justicia uruguaya, afirmando que la misma "en muchas oportunidades se apartó de los más elementales principios del derecho, no dando garantías a los acusados. En definitiva, aplicó una suerte de derecho para el enemigo", agregando que "muchos de los imputados han sido condenados sin pruebas y sin las garantías del debido proceso". Estas últimas afirmaciones fueron el motivo que esgrimió el entonces Presidente de la República, Tabaré Vázquez, para pasar al militar a retiro, argumentando que el mismo "efectuó graves cuestionamientos al Poder Judicial", considerando que "En un Estado de Derecho, con un sistema republicano democrático de gobierno en el que hay, por tanto, separación de poderes, el respeto a las decisiones de la Justicia Penal por parte del Poder Ejecutivo y de sus integrantes, debe ser una premisa fundamental" y que hacer tales apreciaciones sobre dicho poder "resulta absolutamente incompatible con el cargo" que venía desempeñando Manini Ríos.
Simultáneamente, según las propias declaraciones del ex-Comandante, ya desde 2018 se encontraba teniendo reuniones para la formación de un nuevo partido político, Cabildo Abierto, asumiendo que iba a ser cesado de su cargo.

## Ámbito político
En abril de 2019 fue proclamado como precandidato a la Presidencia de la República por el partido Cabildo Abierto (antes llamado Movimiento Social Artiguista), y anunciado oficialmente el 3 de abril en conferencia de prensa en el Hotel Ibis. Celebradas las elecciones internas del 30 de junio de ese año, Cabildo Abierto logró obtener un total 49.485 votos, ubicándose como la cuarta fuerza política más votada.
En septiembre, TV Ciudad comenzó el ciclo de entrevistas De Cerca, dirigido por Facundo Ponce de León, con un programa dedicado a Manini.
Habiéndose celebrado las elecciones nacionales del 27 de octubre de 2019, resultó elegido senador, obteniendo un total de 268.736 votos.
El 22 de febrero de 2022, en plena campaña por el referéndum sobre la Ley de Urgente Consideración, Manini participó en un debate televisado frente al senador comunista Óscar Andrade.

## Controversias
En febrero de 2022 un director del Instituto Nacional de Colonización acusó a Guido Manini  y a su cónyuge y suegro, de ser colono propietario y estar en infracción.Manini Ríos presentó un escrito del Dr. Enrique Guerra, catedrático grado 5 en la cátedra de Derecho Agrario de la Universidad de la República, que demostró claramente la inconsistencia de la acusación.
Las declaraciones realizadas por el propio Guido Manini publicadas en el libro "Manini. El comandante sin jefe" indican que cuando todavía era Comandante en Jefe en 2018 y 2019, ya se encontraba teniendo reuniones para la formación de "Cabildo Abierto", cuidándose en no participar en eventos políticos a fin de no caer en la violación al artículo 77 de la Constitución que inhabilita la abstención de actividad política para los militares en actividad. No obstante se desató una polémica pública sobre si había o no incurrido en violación a la Carta magna

## Distinciones
- Noviembre de 1988. Premio Nobel de la Paz. (Otorgado a los integrantes de las Fuerzas de Paz de ONU desplegados en el mundo).
- 15 de marzo de 1989, Medalla de la Paz - Misión de las Naciones Unidas en la frontera de Irán - Irak (UNIIMOG)
- 15 de julio de 1994. Medalla de la Paz - Mision de las Naciones Unidas en Mozambique (ONUMOZ)
- 30 de junio de 2011, Medalla Colegio Interamericano de Defensa. Washington D. C. USA
- 29 de mayo de 2015. Medalla del Ejercito Argentino. Buenos Aires Argentina
- 24 de agosto de 2017. Ordem do Merito Militar . Brasilia Brasil
- 8 de marzo de 2018, condecoración Cruz de la Victoria, Santiago de Chile
- 23 de octubre de 2018, Orden del Mérito Aeronáutico de Brasil.[20]
- 9 de marzo de 2018, Medalha ExércitoBrasileiro, Brasilia. Brasil
- 5 de mayo de 2018, Medalla do Merito Lanceiros de Osorio. Porto Alegre, Brasil
- 8 de agosto de 2018, Condecoración "Gran Mcal. de Zepita"  La Paz. Bolivia
- Diciembre de 2019, es galardonado con la Medalla 18 de mayo de 1811.[21]